# Meridiano 3 W
O meridiano 3 W é um meridiano que, partindo do Polo Norte, atravessa o Oceano Ártico, Oceano Atlântico, Irlanda, África, Oceano Antártico, Antártida e chega ao Polo Sul. Forma um círculo máximo com o meridiano 177 E.
Começando no Polo Norte, o meridiano 3º Oeste tem os seguintes cruzamentos:
| País, território ou mar | Notas                                                                              |
| ----------------------- | ---------------------------------------------------------------------------------- |
| Oceano Ártico           |                                                                                    |
| Oceano Atlântico        |                                                                                    |
| Reino Unido             | Escócia - Órcades: ilhas Westray, Rousay, Wyre, Mainland e South Ronaldsay         |
| Mar do Norte            |                                                                                    |
| Reino Unido             | Escócia                                                                            |
| Firth of Forth          |                                                                                    |
| Reino Unido             | Escócia Inglaterra                                                                 |
| Mar da Irlanda          | Baía de Morecambe                                                                  |
| Reino Unido             | Inglaterra País de Gales - cruza a fronteira entre Inglaterra e Gales várias vezes |
| Canal de Bristol        |                                                                                    |
| Reino Unido             | Inglaterra                                                                         |
| Oceano Atlântico        | Canal da Mancha                                                                    |
| França                  |                                                                                    |
| Oceano Atlântico        | Golfo da Biscaia                                                                   |
| Espanha                 |                                                                                    |
| Mar Mediterrâneo        | Mar de Alborão, passa a leste da Ilha de Alborão                                   |
| Marrocos                | Passa a oeste do exclave espanhol de Melilla                                       |
| Argélia                 |                                                                                    |
| Mali                    |                                                                                    |
| Burquina Fasso          |                                                                                    |
| Costa do Marfim         |                                                                                    |
| Gana                    |                                                                                    |
| Costa do Marfim         |                                                                                    |
| Gana                    |                                                                                    |
| Oceano Atlântico        |                                                                                    |
| Oceano Antártico        |                                                                                    |
| Antártida               | Terra da Rainha Maud, reivindicada pela Noruega                                    |